# ハタイラット・ジャラット
ハタイラット・ジャラット（タイ語: หทัยรัตน์ จารัตน์、ラテン文字転写: Hathairat Jarat、1996年2月9日 - ）は、タイの女子バレーボール選手である。バレーボールタイ王国女子代表。

## 来歴

### クラブチーム
スリン県出身。2015年、Thai-Denmark Nongruaへ入団。2017/18シーズンからKKU Khonkaen Star VCでプレーし、2019/20シーズンの国内リーグでは準優勝した。2020/21シーズンは日本のV.League Divivison1のPFUブルーキャッツへ入団し、1シーズンプレーした。2021/22シーズンから再びKKU Khonkaen Star VCへ移籍し2年間プレーした。2023/24シーズンはDiamond Food VCと契約した。

### 代表チーム
アンダーカテゴリーの代表として2017年に自国で開催された第2回アジアU-23女子バレーボール選手権で銀メダルを獲得し、自身はベストミドルブロッカー賞を受賞した。同年、シニア代表に初選出された。

## 受賞歴
- 2017年 - 第2回アジアU-23女子バレーボール選手権 ベストミドルブロッカー賞

## 所属クラブ
- Thai-Denmark Nongrua（2015-2017年）
- KKU Khonkaen Star VC（2017-2020年）
- PFUブルーキャッツ（2020-2021年）
- KKU Khonkaen Star VC（2021-2023年）
- ダイヤモンドフード VC（2023-2024年）
- KKU Khonkaen Star VC（2024年-）